# Richard McClintock

a Compétitions nationales et continentales officielles uniquement.

Dernière mise à jour le 6 décembre 2013.
Richard Mc Clintock ou Richard Mac Clintock, né le 6 août 1966 à Toulon, est un joueur français de rugby à XV évoluant au poste de troisième ligne, devenu entraîneur en 1997. Fonctionnaire au ministère de la Justice à la protection judiciaire de la jeunesse,, il est également l'entraîneur de l'équipe de Belgique de 2004 à 2014. Depuis Octobre 2016, il est le directeur sportif du CS Bourgoin-Jallieu.

## Biographie
D'origine écossaise par son père et varoise par sa mère, Richard McClintock est né à Toulon le 6 août 1966.  Formé au club de l'US La Seyne-sur-Mer dès l'école de rugby, il joue également deux ans à Puteaux, de 1980 à 1982 en minime et cadet, avant de revenir à l'US Seynoise en cadet seconde année.  En 1993, il s’engage avec le club de Givors à la suite d'une mutation professionnelle au Ministère de la Justice.  Il met un terme à sa carrière sportive à l'issue de la saison 1996-97.  Il entame alors une carrière d’entraîneur qui le voit :
- Prendre en charge le club du CS Villefranche-sur-Saône pendant sept saisons.  Sous sa direction, le club, qui évolue au départ en Fédérale 3, rejoint la Fédérale 1 en 2002.  Avec ce club, il atteint deux finales du championnat de France : la Fédérale 3 en 2000 et la Fédérale 2 en 2002.
- En 2004, il prend les rênes de l’équipe nationale belge de rugby qu'il amène de la 58e à la 21e place mondiale en 2013.  Sous sa direction, il fait monter les Diables Noirs (nom qu’il a donné à ses joueurs en 2005 et qui perdure encore aujourd’hui) en division 1A du Championnat Européen des Nations.  Il quitte la sélection des Diables Noirs en 2014.
- Parallèlement il prend en charge le club du CA Saint-Étienne (CASE) en février 2009.  Le CASE évolue alors en Fédérale 2 et Richard Mc Clintock l’amène en Pro D2 en 2010 en jouant une 3e finale nationale du championnat de France de Fédérale 1.  Il quitte le club à l'issue de la saison 2011-2012.
- Le 21 septembre 2015, Richard Mc Clintock devient le premier rugbyman de toute l'histoire de la Fédération Belge de rugby à recevoir la décoration d'Officier de l'Ordre de la Couronne que l’état belge décerne à des personnalités ayant œuvré au développement du sport en Belgique.  Cette décoration lui est remise au Palais d'Egmont à Bruxelles des mains de Didier Reynders, ministre des Affaires étrangères et Vice premier ministre belge.

Pendant sa carrière sportive à La Seyne, Richard Mc Clintock est envoyé en Guadeloupe comme Conseiller Technique Régional (CTR) durant la saison 1989/1990

## Brevet sportif
Richard Mc Clintock est titulaire du Brevet d'Etat d'Educateur Sportif (B.E.E.S.) second degré depuis 1990

## Palmarès

### En équipe nationale
- Champion d'Europe des moins de 20 ans en 2006 à Sopot (Pologne)
- Vainqueur du tournoi des IV nations amateurs FIRA à Liège (Belgique) en 2007.  Ce tournoi réunissait la France, le Pays de Galles, l'Espagne et la Belgique.
- Champion d'Europe seniors 2008/2010/2011/2012
- 2 grands chelem en 2008 et 2012
- Vainqueur du tournoi de la Coupe des Confédérations IRB à Dubaï en 2012.  Ce tournoi réunissait Hong Kong, le Zimbabwe, les Émirats arabes unis et la Belgique

### En tant qu'entraîneur
- Finale de Fédérale 3 avec le CS Villefranche-sur-Saône en 2000
- Finale de Fédérale 2 avec le CS Villefranche-sur-Saône en 2002
- Finale de Fédérale 1 avec le CA Saint Étienne en 2010

## Statistiques en équipe nationale
- Accession à la Division 1B du championnat d'Europe des nations en 2012
- Tests matches IRB à Hong Kong en 2013